# Ricardo José Weberberger
Dom Richard Josef Weberberger O.S.B. (Bad Leonfelden, 5 de setembro de 1939 — Linz, 17 de agosto de 2010) foi um monge beneditino e bispo católico austríaco. Foi o primeiro bispo da Diocese de Barreiras, no Brasil.

## Biografia
Aos 19 anos de idade, ingressou na Ordem de São Bento, no mosteiro beneditino de Kremsmünster, na Áustria. Ordenado sacerdote em 15 de agosto de 1964, recebeu a ordenação episcopal das mãos do cardeal Paul Augustin Mayer em 11 de julho de 1979. No Brasil desde 1974, foi bispo da diocese de Barreiras, no estado da Bahia, ao longo de 31 anos. Faleceu em seu país natal no dia 17 de agosto de 2010, onde se encontrava em tratamento de saúde.